# Carl Slengerik
Carl August Vilhelm Slengerik (18. februar 1859 i Lund ved Horsens – 2. oktober 1923 i Vedbæk) var en dansk redaktør og politiker. Medlem af Folketinget for Venstrereformpartiet mellem 1901-05, og for Det Radikale Venstre mellem 1905-23.

## Liv og karriere
Han blev født ved Horsens som søn af bogtrykker og redaktør Hans Vilhelm Slengerik og hustru Caroline Anne Cathrine født Enhuus. Han studerede på Gedved (1873-74) og Skovgård (1877-78) højskoler. Slengerik var medarbejder ved Roskilde Dagblad fra 1878, lærer på Voldby Højskole og blev udlært som typograf, indtil han i 1883 blev redaktør af faderens avis Stubbekøbing Avis, som han blev ejer af i 1887.
I sin ungdom fik han en dom på fire måneders fængsel for deltagelse i riffelbevægelsen mod Estrups regeringer.
I årene 1897-1904 var han redaktør af Fyns Venstreblad. Fra 1901 til sin død var han medlem af Folketinget for Middelfart, tilhørte Venstrereformpartiet, fra 1905 de Radikale, mellem 1916-21 formand for de Radikales folketingsgruppe, og var 1913-20 medlem af Finansudvalget. Han var medlem af Forsvarskommissionen 1902-08 og af tilsynsrådet for Kongeriget Danmarks Hypotekbank, medlem af Toldrådet fra 1910 og statsrevisor fra samme år.
Han var med i kredsen omkring Peter Munch, Ove Rode og Carl Th. Zahle, som ved splittelsen i Venstre dannede Det Radikale Venstre og rigsdagsfraktionen Folketingets Venstre. Hans Middelfart-kreds blev en af de sikreste for Det Radikale Venstre.